# Aphthona weiseana
Aphthona weiseana es un coleóptero de la familia Chrysomelidae. Fue descrita en 1998 por Konstantinov.